# Ba khía
Ba khía (Danh pháp khoa học: Episesarma mederi) là một loài cua nhỏ trong họ Sesarmidae. Nó là nguyên liệu cho món mắm ba khía trứ danh ở miền Tây Nam Bộ, Việt Nam; vùng đồng bằng châu thổ sông Mê Nam, Thái Lan và Campuchia.

## Phân bố
Chúng là loài có nhiều ở vùng Nam bộ ở Việt Nam, là loài đặc trưng ở vùng Nam bộ, sống tập trung ở vùng nước lợ, mặn, trải từ Cần Thơ đến Sóc Trăng, Cà Mau, nhiều nhất ở U Minh. Ba khía là loài sống trong bãi bồi nước lợ, mặn, dưới những tán đước, mắm rậm rạp, có mặt nhiều ở các vùng Cần Giờ (TP.HCM), Gò Công (Tiền Giang), nhưng nhiều người thích ba khía Rạch Gốc (Cà Mau) vì cho rằng ngon hơn các nơi kia. Ba khía sinh sống nhiều nhất ở vùng bãi bùn nước lợ miệt Cà Mau, Bạc Liêu.

## Đặc điểm

### Mô tả
Ba khía là một loài họ cua có càng to, là loại còng biển, do trên mu (lưng) có ba gạch (khía) nên được đặt tên ba khía. Kích thước nhỏ, gạch nhiều (gạch son màu đỏ, gạch bùn màu xám), thịt chắc (ngắt càng ra thịt không dính lại ngoe, càng). Ba khía ngon nhất là loại đang ôm trứng. Không nên chọn con to vì nhiều khả năng sẽ ốp

### Tập tính
Hằng năm vào mùa con nước lên (khoảng tháng 8 đến 10 âm lịch), khi những hang ổ ba khía dày đặc dưới gốc cây đước, cây mắm bị chìm trong nước, chúng phải bò lên thân và rễ cây để trú ẩn và giao phối. Vì trời mưa nên ba khía có nguồn thức ăn dồi dào, nên chúng có nhiều và chắc. Thời điểm này là mùa ba khía hội (vào con nước 30 âm lịch). Gọi là "hội" vì mỗi năm ba khía chỉ "hội" (tập trung) một lần vào 3-4 đêm của tháng 10.

## Với con người

### Khai thác
Để bắt ba khía người dân Nam bộ phải ngủ rừng, ăn cơm bờ bụi, chịu đựng môi trường khắc nghiệt nhiều đỉa, vắt, muỗi. Đi "làm ba khía" được xem là "nghề hạ bạc của con nhà nghèo". Để bắt ba khía, trước đây vào ngày rằm tháng 10 âm lịch, người dân ven biển miền Tây đem thau, thùng cùng đèn đuốc đi soi ba khía bắt cặp từng chùm trên các cây bần, cây mắm. Để thu hoạch nhiều, người ta dùng tay mang bao da gạt hoặc lấy rổ cào chúng vô vật đựng.
Bây giờ ba khía hiếm, để bắt ba khía, khi đêm xuống thủy triều lên, với bao tay dày, đèn chiếu sáng trước trán, người ta đi dọc bãi bùn tìm bắt nơi các gốc đước khi chúng rời hang kiếm ăn hoặc thò tay vô hang bắt, thậm chí câu hoặc dùng bẫy bắt chúng, để bắt chúng dễ dàng, không bị kẹp, là chụp thật nhanh và mạnh. Nếu không khéo léo một chút, con ba khía sẽ vẫy vùng, rồi kẹp "trối" người bắt và sẽ "thí càng", chạy thoát thân.

### Ẩm thực
Giá trị kinh tế của con ba khía ngày xưa không cao, và chỉ có một cách chế biến duy nhất là muối làm mắm ba khía, con ba khía thường hiện diện với món mắm xương nhiều hơn thịt. Đây có thể nói là món ăn đặc trưng của miền Tây, không thể thiếu trong bữa cơm hằng ngày. Ngày nay do nhu cầu ẩm thực gia tăng, ba khía được các chuyên gia ẩm thực chế tác. Từ nhiều năm nay dân miền Tây thưởng thức ba khía sống bằng nhiều món khoái khẩu. Nhưng trước đó ở đất này người ta chỉ thuần ăn ba khía muối. Muốn ăn ba khía không gì khó, chỉ việc tách mai, lặt bỏ phổi, rửa nước nóng rồi tách từng ngoe ra trộn với tỏi, ớt, giấm (hoặc chanh), đường. Để chọn ba khía, người ta bẻ ngoe, thấy đầy thịt là ngon. Còn ngoe trống rỗng là ba khía muối lâu ngày tiêu hết thịt, có khi là con bị "bủng", có mùi. Cái ngon của ba khía trộn là thấy ngay vị muối mặn, vị chua chanh, vị ngọt đường, vị cay ớt, vị tỏi nồng.

### Văn hóa
Hình cảnh con ba khía thân quen với người dân vùng sông nước miền Tây. Ba khía được nhắc đến trong dân ca: "Tháng bảy nước chảy Cà Mau/Tháng mười ba khía, hội kéo nhau đi làm/U Minh, Rạch Gốc, rừng tràm/Muỗi kêu kệ muỗi tao ham ba khía rồi". (Dân ca) ngoài ra có còn hiện diện trong bài hát "Anh ba khía" do ca sĩ Đan Trường trình bày. 